# Anthropodyptes gilli
Anthropodyptes gilli è l'unica specie nel genere monotipico Anthropodyptes, un genere poco conosciuto di pinguini estinti. La specie è stata identificata grazie ad un omero del medio Miocene, rinvenuto in Australia, simile a quelli trovati nelle specie del genere Archaeospheniscus. Per questo motivo si suppone che siano due generi della stessa sottofamiglia: Palaeeudyptinae.